# Гранат сокотранский
Гранат сокотранский (лат. Punica protopunica) — растение семейства Дербенниковые (Lythraceae), вид рода Гранат.

## Распространение и экология
Произрастает только на территории Йемена — эндемик острова Сокотра. Довольно редко встречается в природе. Растение произрастает на известняковых и каменистых плато на высоте 250—310 метров над уровнем моря, нередко среди зарослей кротона.

## Биологическое описание
Гранат сокотранский — невысокое вечнозелёное дерево, высотой 2,5—4,5 м, с округлыми или эллиптическими листьями. От граната обыкновенного оно отличается более мелкими розовыми (не красными) цветками, приподнятыми на цветоножках, строением завязи, более мелким плодом, меньшим содержанием сахара в плодах, и рядом других анатомических и морфологических признаков.